# ヴィパーヴァ
ヴィパーヴァ（スロベニア語：Vipava, ドイツ語：Wippach）はスロベニア西部にある市。ヴィパーヴァは海抜102メートルのヴィパーヴァ盆地にあり、ヴィパーヴァ川の水源地帯になっている。
市周辺の地域は、ローマ時代前にイリュリア人やケルト人などによって開かれた。
出身有名人は近世初期のオーストリアの外交官ジギスムント・フォン・ヘルベルシュタインやスロベニア人作家セバスティアン・クレリ Sebastian Krelj など。
市周辺の地方はワインとサクランボで有名。